# فيفيان كامبل
فيفيان كامبل (بالإنجليزية: Vivian Patrick Campbell)‏ هو لاعب كرة قدم وعازف قيثارة بريطاني، ولد في 25 أغسطس 1962 في بلفاست في المملكة المتحدة. لعب مع Hollywood United F.C. ‏.

## وصلات خارجية
- الموقع الرسمي
- فيفيان كامبل على موقع IMDb (الإنجليزية)
- فيفيان كامبل على موقع ميوزك برينز (الإنجليزية)
- فيفيان كامبل على موقع إن إن دي بي (الإنجليزية)
- فيفيان كامبل على موقع أول ميوزيك (الإنجليزية)
- فيفيان كامبل على موقع ديسكوغز (الإنجليزية)
- فيفيان كامبل على موقع قاعدة بيانات الفيلم (الإنجليزية)